# Жозеф Кабіла
Жозеф Кабіла Кабангу (фр. Joseph Kabila Kabange; 4 червня 1971, Хева Бора, Республіка Конго) — четвертий президент Демократичної Республіки Конго 26 січня 2001 року — 24 січня 2019. Обійняв посаду президента після вбивства свого батька Лорана-Дезіре Кабіли. 27 листопада 2006 офіційно названий першим демократично обраним президентом ДРК під час загального прямого голосування.

## Початок кар'єри
Жозеф Кабіла Кабангу — старший син з десяти дітей свого батька, третього президента Демократичної Республіки Конго Лорана-Дезіре Кабіла. Жозеф народився у селі Хева-Бора, у конголезькій провінції Південне Ківу, одним із впливових польових командирів у якої був його батько Лоран-Дезіре Кабіла. Наприкінці 1970-х років той був змушений виїхати до Танзанії, і школу Кабіла-молодший закінчував у Дар-ес-Саламі та Мбеї. Там же, у Танзанії, а потім в Уганді та Руанді Жозеф Кабіла почав здобувати вищу військову освіту. У 1996 він приєднався до повстанського угрупування свого батька, що мала назву Альянс демократичних сил за звільнення Конго, командував кількома операціями під час військової кампанії, відомої як Перша конголезька війна. Після перемоги Альянсу та сходження Лорана-Дезіре Кабіла на пост президента, Кабіла-молодший поїхав закінчувати освіту до Національного військового університету у Пекіні.
Після повернення з Китаю 1998 року Жозеф Кабіла отримав звання генерал-майора і був призначений заступником голови Об'єднаного комітету начальників штабів конголезької армії. Через два роки, у 2000, його призначили начальником Генштабу збройних сил Конго. На цій посаді він був одним з командувачів урядовими військами під час Другий конголезької війні.

## Президент Республіки
26 січня 2001 після загибелі свого батька Жозеф Кабіла у віці 29 років стає четвертим президентом ДРК. Незважаючи на молодість та відсутність досвіду, йому вдається зробити ряд кроків з припинення тривалої громадянської війни та виведення з країни іноземних військових контингентів. За мирною угодою 2002 року, підписаною у Сан-Сіті (ПАР) і який став формальним завершенням Другої конголезької війни, Кабіла зберігав за собою посаду президента та глави держави. Проте його влада була обмежена тимчасовою адміністрацією з чотирьох віце-президентів: лідерів двох найбільших повстанських угруповань, представника від громадянської опозиції та представника від прихильників офіційної уряду.
2004 року (28 березня і 11 червня) у країні відбулися дві невдалі спроби державного перевороту, придушені вірними уряду військами.
У грудні 2005 року загальнонаціональний референдум схвалив нову конституцію країни, за якою мінімальний вік кандидата у президенти знижувався з 35 до 30 років. Президентські вибори за новою конституцією, перші демократичні вибори голови держави за 46-річну історію незалежності ДРК, відбулися 30 липня 2006. Жозефа Кабілу підтримувала Народна партія за реформи та демократію, ініціатором створення якої він був. Однак офіційно він балотувався як незалежний кандидат.
За підсумками першого туру Кабіла набрав 45 % голосів виборців, його головний конкурент, віце-президент та колишній лідер однієї з бунтівних військових угруповань Жан-П'єр Бемба — 20 %. Другий тур голосування відбувся 29 жовтня 2006. 15 листопада виборча комісія оголосила офіційні підсумки виборів, за якими перемогу здобув чинний президент Кабіла (58,05 % голосів). Ці результати були підтверджені 27 листопада рішенням Верховного Суду Демократичної Республіки Конго, а 6 грудня відбулася інавгурація Жозефа Кабіли як президента Республіки.
У жовтні 2021 року Джозеф Кабіла захистив дипломну роботу в Йоганнесбурзькому університеті. По закінченню п'яти років навчання йому було присвоєно ступінь магістра політології та міжнародних відносин.

## Подальша доля
Після президентства деякий час перебував у Руанді. 18 квітня 2025 року Кабіла приїхав до міста Гома, яке контролювали повстанці, цим він засвідчив підтримку повстанців руху М23 і розлютив уряд президента Фелікса Чісекеді. Міністерство юстиції Конго оголосило про плани подати на Кабілу до суду, а Міністерство внутрішніх справ призупинило діяльність його політичної партії.

## Особисте життя
17 червня 2006 відбулося весілля президента Кабіли з Олів Лембіт ді Сита. Церемонія носила екуменічний характер, оскільки Кабіла — протестант, а його дружина — католичка. Службу очолювали архієпископ Кіншаси кардинал Фредерік Етсу-Нзабі-Бамунгвабі та президент Церкви Христа в Конго, яка об'єднує протестантські громади країни, єпископ П'єр Маріні Бодо.
У Жозефа Кабіли і його дружини є дочка, яка народилася 2001 року, і син, що народився у вересні 2008 року.